# Brzeziny (powiat poddębicki)
Brzeziny – wieś w Polsce położona w województwie łódzkim, w powiecie poddębickim, w gminie Uniejów. Wieś założyły osoby z rodzin: Pietrzykowskich, Gadzinowskich, Hunkier i Korzeniewskich przed pierwszym rozbiorem Polski.
W latach 1975–1998 miejscowość należała administracyjnie do województwa konińskiego.